# Беляєва Ніна Юріївна
Бєляєва Ніна Юріївна — російський учений, цивільний і політичний діяч. Професор, завідувач та засновник кафедри Публічної Політики Національного Дослідницького Університету Вищої Школи Економіки (НДУ-ВШЕ), дійсний член Російської Асоціації Політичної Науки, що входить до складу Міжнародної асоціації політичних наук (IPSA)

## Біографія
Беляєва Ніна Юріївна народилася в 1957 році.

У 1981 році Ніна Юріївна закінчила з відзнакою юридичний факультет МДУ імені Ломоносова за фахом «Правознавство» (кафедра юридичного права). У 1986 році захистила дисертацію на здобуття наукового ступеня кандидата юридичних наук за темою «Правове забезпечення політичної активності громадських організацій в СРСР» в Інституті держави і права АН СРСР. У 1987 році пройшла стажування в ЮНЕСКО в Школі права Лондонського Університету (Велика Британія), а в 1991 році — стажування в Інституті політичних досліджень Університету Джона Хопкінса (США). З 1992 року науковий співробітник Центру Стратегічних та Міжнародних Досліджень (США). З 1993 року запрошений старший науковий співробітник Інституту Миру США (United States Institute of Peace).
Працювала професором політології та права в університетах Джорджтауна, Колорадо, Балтімора (США), Зальцбурга (Австрія), Кейптауна (ПАР), читала курси лекцій англійською мовою з російської політичної і правової реформи на кафедрах політики й права, розвитку нових суспільних і політичних рухів, порівняльного конституційного права. З 2000-го працює в НДУ ВШЕ. Є членом Вченої Ради та завідувач кафедри Публічної Політики, а також Академічним керівником освітньої програми «Політичний аналіз і публічна політика» (Political Analysis and Public Policy), що є єдиною в Росії англомовною програмою, присвяченою проблемам Публічної Політики.
У вільний час захоплюється альпінізмом, театром, хореографією.

## Наукова діяльність
Сфера професійних наукових інтересів Ніни Беляєвої включає правові основи створення та діяльності політичних інститутів; конституційні основи політичних процесів в Росії та інших країнах (порівняльний аналіз); публічна сфера і публічна політика (public policy); організація і проведення політичного аналізу (policy analysis) конкретних сфер управлінської діяльності (зокрема освітньої, соціальної, житлової, міграційної та ін. політики); громадянське суспільство і держава; відносини влади й суспільства, в тому числі правове регулювання різних форм діалогу і співпраці (створення громадських палат, консультативних комітетів, проведення громадянських форумів, громадських дебатів, цивільних наказів і громадської експертизи); цивільна участь як форма політичної участі; використання сучасних технологій в організації постійного зв'язку громадських і державних інститутів, в тому числі через ззасоби «електронної демократії».
Ніна Юріївна має значний досвід в участі в роботі міжнародних організаціях, включаючи Міжнародну Асоціацію Політичної Науки (IPSA) і Європейському консорціумі політичних досліджень (ECPR):
- Член редакційно-видавничої ради журналу «Порівняльний Політичний Аналіз: Дослідження і практика» (Journal of Comparative Policy Analysis: Research and Practice).
- Член Міжнародної Асоціації Політичної Науки (IPSA) з 1995 року дотепер. Учасник дослідницьких комітетів:
  - Порівняльні дослідження Місцевого уряду і політики (RC05 — Comparative Studies on Local Government and Politics).
  - Порівняльна публічна політика (RC30 — Comparative Public Policy).
  - Публічна політика й управління (RC32 — Public Policy and Administration).

- Європейський консорціум політичних досліджень (ECPR):
  - Офіційний представник НДУ ВШЕ.
  - Член постійної групи з питань регуляторного управління.
  - Член організаційного комітету Першої міжнародної конференції з питань публічної політики в Греноблі, 26—28 червня, 2013 року.
  - Голова комісії: Зміна концепції «держави» і «державності» У Глобальному Уряді.

Беляєва Ніна Юріївна є постійним учасником-доповідачем російських і іноземних міжнародних наукових конференцій, у тому числі:
- 1st International Conference on Public Policy (Гренобль, 2013 р.).
- XIV Квітнева міжнародна наукова конференція «Модернізація економіки і суспільства» (Москва, 2013 р.).
- 7-th ECPR General Conference Sciences Po Bordeaux, 4-7 September 2013 (Bordeaux 2013 р.).
- International Conference «The Post Lisbon EU: An External Perspective» (Болонья, 2013 р.).
- Celebratory Comparative Policy Analysis Conference «Validating Methods for Comparing Public Policy: Academia and Government Dialogue» (Льовен, 2013 р.).
- IPSA-ECPR Joint Conference «Whatever Happened to North-South?» (Сан-Паулу, 2011 р.).
- Developing policy in different cultural contexts: learning from study, learning from experience (Дубровник, 2011 р.).

XII April International Academic Conference on Economic and Social Development (Москва, 2011 р.).
- Forum on the Universality of Human Rights (Осло, 2010).
- 21st IPSA World Congress of Political Science (Сантьяго, 2009 р.).
- The EU, Russia and the Global Crisis (Форлі, 2009 р.).

## Експертна і громадська діяльність
Беляєва Ніна Юріївна з 1985 року дотепер активно працює з добровільними об'єднаннями громадян, здійснює соціальні проєкти, надає їм правову допомогу і підтримку; консультує з правових питань російські і міжнародні проєкти з реалізації соціальних та благодійних програм.
- Президент Фонду політичних і юридичних досліджень «Інтерлігал», що має статус учасника Ради Європи.
- Член експертної групи Бюро з демократичних інститутів і прав людини в ОБСЄ «Про Свободу Мирних Зібрань».
- Член ради з освіти Російської Асоціації політичної науки.
- Член Ради директорів Асоціації міжнародних неурядових об'єднань UIA — (Штаб-квартира — Брюссель).
- Член ради директорів «CIVICUS in Europe — Global network for citizens action» (Штаб-квартира — США).
- Консультант Державної Думи РФ (Комітет у справах громадських об'єднань і релігійних організацій).

Ніна Юріївна Беляєва — ініціатором і основний розробник Закону РФ «Про громадські об'єднання» (прийнятий в 1995 р.), членом робочих груп Державної Думи РФ по:
- Закону РФ «Про політичні партії»
- Закону РФ «Про некомерційні організації» (прийнятий в 1995 р.)
- Закону РФ «Про благодійну діяльність та благодійні організації» (прийнятий в 1995 р.)
- Закону міста Москви «Про благодійну діяльність» (прийнятий в 1995 р.)
- Закону міста Москви «Про соціальне замовлення»

Учасник в розробки Закону РФ «Про лобізм». Керівник робочої групи по Закону РФ"Про фонди". Давала інтерв'ю з питань публічної політики ЗМІ РФ: Телеканал «Дождь», «Комерсант», «Вечірня Москва» і «Кремль.org».

## Досягнення й заохочення
- Почесна грамота Вищої школи економіки (листопад 2013 р.).
- Нагрудний знак «За розвиток науково-дослідної роботи студентів» (листопад 2012 р.).
- Почесна грамота Вищої школи економіки (листопад 2007 р.).
- Подяка Вищої школи економіки (листопад 2002).
- Кращий викладач — 2012.

## Публікації
- Nina Belyaeva, Brad Roberts, Walter Laqueur (Foreword by). After perestroika: democracy in the Soviet Union. Center for Strategic and International Studies (Washington, D.C.). Significant issues series, 1991;
- Nina Belyaeva. Russian democracy: crisis as progress. Washington quarterly, 16(2) Spring 1993;
- Nina Belyaeva (ed.). Russian and American think tanks: an initial survey. Kennan Institute for Advanced Russian Studies. Washington, D.C. 1994 ;
- Nina Belyaeva (ed.). Public Policy in Contemporary Russia: Actors and Institutions. (HSE, 2006);
- Nina Belyaeva (ed.). Russian Constitutional Development: Strategies For The New Institutional Design (HSE, 2007);
- Anastasia Novokreshchenova, Maria Shabanova, Dmitry Zaytsev and Nina Belyaeva. Linguistic processing in lattice-based taxonomy construction // CLA 2010: Proceedings of the 7th International Conference on Concept Lattices and Their Applications, University of Sevilla, (Sevilla, Spain, 2010);
- Nina Belyaeva. Development of the Concept of a Public Policy: Attention to «Motive Forces» and Operating Actors / Polis. 2011. Т. 123. № 3. (p. 72-87);
- Nina Belyaeva. Liliana Proskuryakova.Civil Society Diamond. CIVICUS Civil Society Index — Shortened Assessment Tool. Report for the Russian Federation. Interlegal. 2008;
- Nina Belyaeva, Giliberto Capano. Governing Modern Research University: Between Academic Freedom and Managerial Constrains / Russia and the Council of Europe: Topics for Common Agenda. A Look from Norway. Academic Papers of 10th International Session of the HSE Russian — European Centre for Multidisciplinary Research, Oslo, 1-8 August, 2010. Moscow. INTELCORP. 2011 (p. 12 — 30);
- N.Y. Belyaeva. Analysts: «Consultants» or «Independent Policy Actors» // Politicka Misao, 2011. Т. 48. № 5;
- Nina Belyaeva (ed.). Analytical Communities in Public Policy: Global Phenomenon and the Russian Practices / ROSSPEN. 2012;
- Nina Belyaeva, Nikita Zagladin. Global Civil Identity: From Ethical Imperatives to Global Institutes/ Political Identity and Policy of Identity. ROSSPEN. 2012;
- Nina Belyaeva. Double National-Political Identity / Political Identity and Policy of Identity. ROSSPEN. 2012;
- Nina Belyaeva. Civil associations in Public Policy: Forms of Participation in Contemporary Russia / XII International Scientific Conference on Problems of Economy and Society Development. The Book 1 / HSE.2012 (p. 302—310).